# Coyecques
Coyecques [kɔjɛk] est une commune française située dans le département du Pas-de-Calais en région Hauts-de-France. Ses habitants sont appelés les Coyecquois.
La commune fait partie de la communauté d'agglomération du Pays de Saint-Omer qui regroupe 53 communes et compte 104 937 habitants en 2021.

## Géographie

### Localisation
Localisée dans le centre-est du département du Pas-de-Calais, Coyecques est une commune drainée par la Lys et située, à vol d'oiseau, à 10 km au nord-est de la commune de Fruges et à 17 km au sud-ouest de la commune de Saint-Omer (chef-lieu d'arrondissement).
Le territoire de la commune est limitrophe de ceux de six communes.
Les communes limitrophes sont Audincthun, Bomy, Delettes, Dennebrœucq, Dohem et Reclinghem.

### Géologie et relief
La superficie de la commune est de 13,89 km2 ; son altitude varie de 43  à   173 m.

### Hydrographie
Le territoire de la commune est situé dans le bassin Artois-Picardie.
La commune est traversée par cinq cours d'eau :
- la Lys, d'une longueur de 134,01 km, qui prend sa source dans la commune de Lisbourg, dans le département du Pas-de-Calais, et se jette dans l'Escaut au niveau de la commune de Gand, en Belgique[4] ;

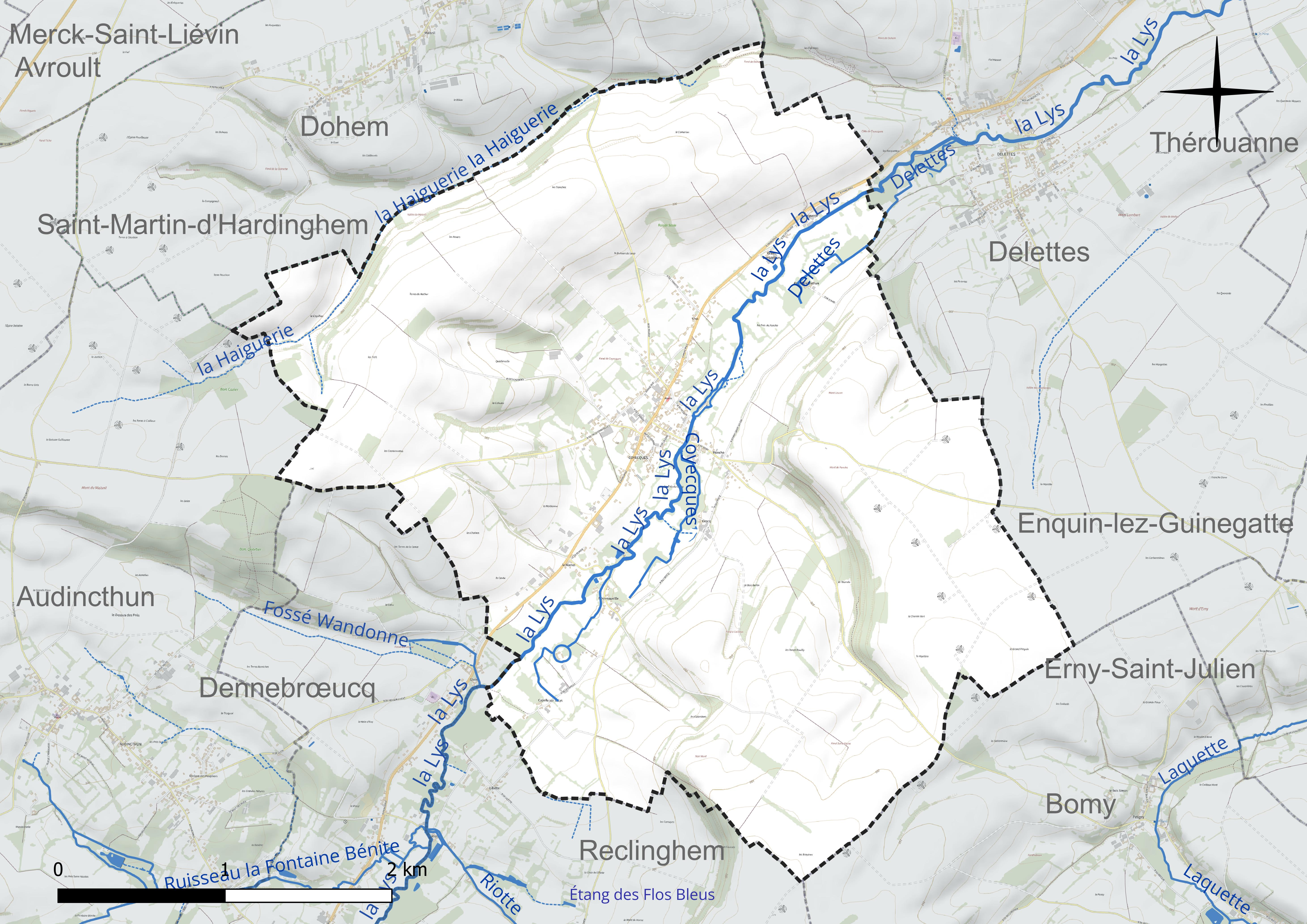
Réseau hydrographique de Coyecques.

- la Haiguerie, d'une longueur de 3,8 km[5] ;
- le Delettes, d'une longueur de 1,75 km, qui prend sa source dans la commune et se jette dans la Lys au niveau de la commune de Delettes[6] ;
- le Nouveauville, d'une longueur de 1,13 km, qui prend sa source dans la commune et se jette dans la Lys au niveau de la commune[7] ;
- le Coyecques, d'une longueur de 1,13 km, qui prend sa source dans la commune et se jette dans la Lys au niveau de la commune[8].

### Climat
Pour des articles plus généraux, voir Climat des Hauts-de-France et Climat du Pas-de-Calais.
En 2010, le climat de la commune est de type climat océanique altéré, selon une étude du CNRS s'appuyant sur une série de données couvrant la période 1971-2000. En 2020, Météo-France publie une typologie des climats de la France métropolitaine dans laquelle la commune est exposée à un climat océanique et est dans la région climatique Côtes de la Manche orientale, caractérisée par un faible ensoleillement (1 550 h/an) ; forte humidité de l’air (plus de 20 h/jour avec humidité relative > 80 % en hiver), vents forts fréquents.
Pour la période 1971-2000, la température annuelle moyenne est de 10,3 °C, avec une amplitude thermique annuelle de 13,8 °C. Le cumul annuel moyen de précipitations est de 893 mm, avec 13 jours de précipitations en janvier et 8,6 jours en juillet. Pour la période 1991-2020, la température moyenne annuelle observée sur la station météorologique la plus proche, située sur la commune de Radinghem à 8 km à vol d'oiseau, est de 10,5 °C et le cumul annuel moyen de précipitations est de 1 038,1 mm,. Pour l'avenir, les paramètres climatiques de la commune estimés pour 2050 selon différents scénarios d'émission de gaz à effet de serre sont consultables sur un site dédié publié par Météo-France en novembre 2022.

### Paysages
Pour un article plus général, voir Paysage en France.
La commune s'inscrit dans les « paysages des hauts plateaux artésiens » tels qu’ils sont définis dans l’atlas de paysages de la région Nord-Pas-de-Calais, conçu par la direction régionale de l'Environnement, de l'Aménagement et du Logement (DREAL),.
Ces paysages, qui concernent 77 communes du Pas-de-Calais, se situent à l'extrémité ouest des collines de l'Artois qui traversent le Pas-de-Calais d'Arras au Boulonnais. L'altitude de ces paysages dépassent les 180 mètres. Ces dimensions sont modestes, d'une quinzaine de kilomètres du sud-est au nord-ouest et d'une vingtaine de kilomètres dans sa dimension la plus grande.
Ces « paysages des hauts plateaux artésiens », appelés aussi « Haut Artois », se caractérisent par trois ensembles écopaysagers : 
- l'ensemble mésophile ouvert du plateau artésien calcaire ;
- l'ensemble alluvial des fonds de vallée de la Lys et de l'Aa ;
- l'ensemble calcicole des versants calcaires des vallées[16].

Le « Haut Artois » dispose d'une importante densité de corridors biologiques bien interconnectés.
Dans le « Haut Artois », pas de villes, c'est une des rares terres rurales de la région, les communes les plus importantes sont, du nord au sud, Lumbres, Fauquembergues et Fruges. Le « Haut Artois », drainé par l'Aa et la Lys, constitue le sommet de l'anticlinal artésien, paysage ventée, froid et aux précipitations importantes qui en font le château d'eau régional.
Leș cultures représentent environ 60 % des sols, les prairies entre 26 et 27 %, les bois de 5 à 8 % et les villages et bourgs de 5 à 8 %, l'industrie y est peu présente.

### Milieux naturels et biodiversité

#### Zones naturelles d'intérêt écologique, faunistique et floristique
L’inventaire des zones naturelles d'intérêt écologique, faunistique et floristique (ZNIEFF) a pour objectif de réaliser une couverture des zones les plus intéressantes sur le plan écologique, essentiellement dans la perspective d’améliorer la connaissance du patrimoine naturel national et de fournir aux différents décideurs un outil d’aide à la prise en compte de l’environnement dans l’aménagement du territoire.
Le territoire communal comprend une ZNIEFF de type 1 : la Haute Lys et ses végétations alluviales en amont de Thérouanne. D'une altitude variant de 38 à 153 mètres et d'une superficie de 1 053 ha, ce site correspond au fond de vallée et à quelques versants, depuis les sources jusqu’à la commune de Thérouanne.
et une ZNIEFF de type 2 : la haute vallée de la Lys et ses versants en amont de Thérouanne. L’entité paysagère de la haute vallée de la Lys et ses versants s’étire sur une vingtaine de kilomètres du Nord au Sud pour moins de dix d’Est en Ouest dans le Haut Artois.

Carte des ZNIEFF de type 1 et 2 sur la commune
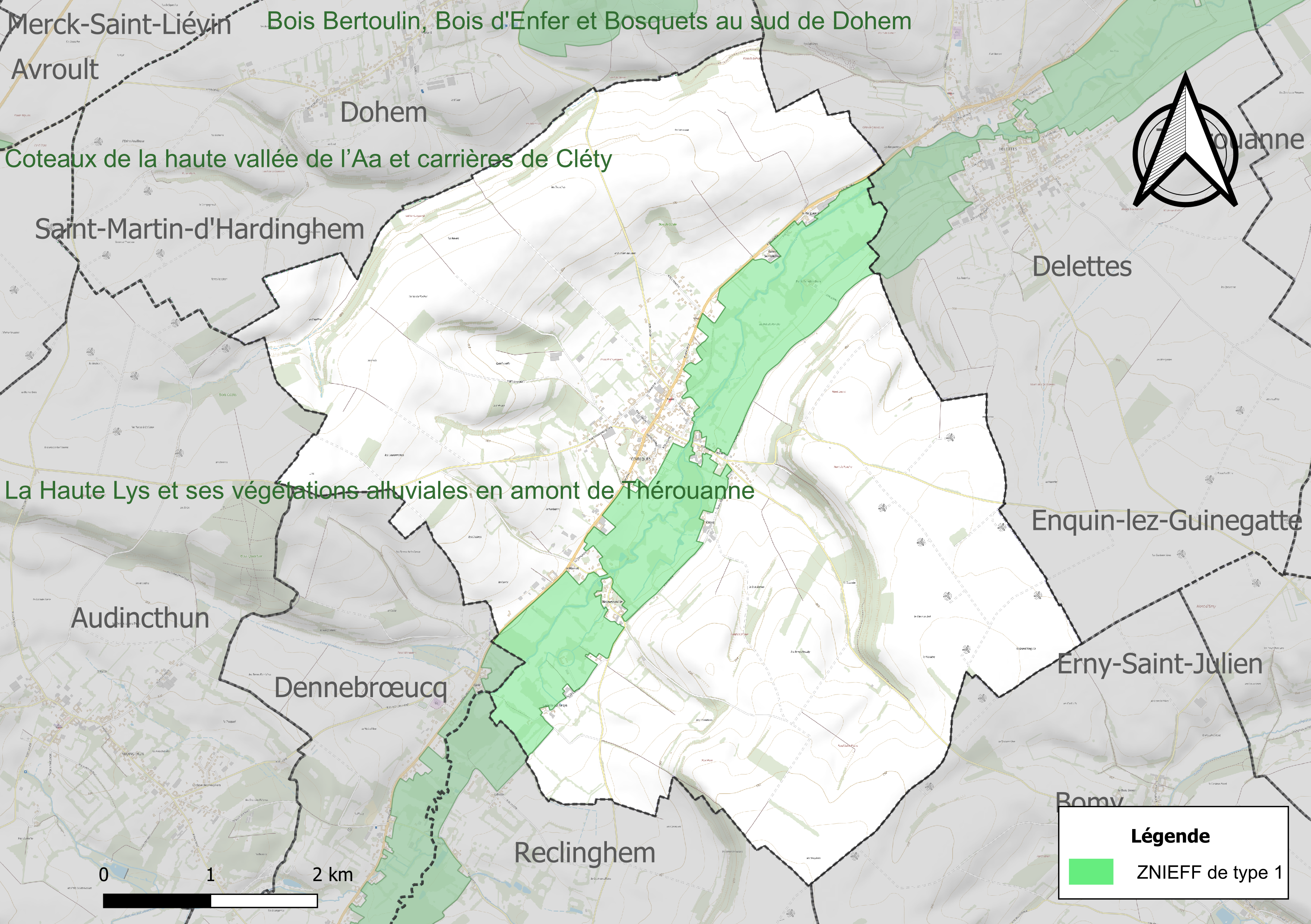
Carte de la ZNIEFF de type 1 sur la commune.
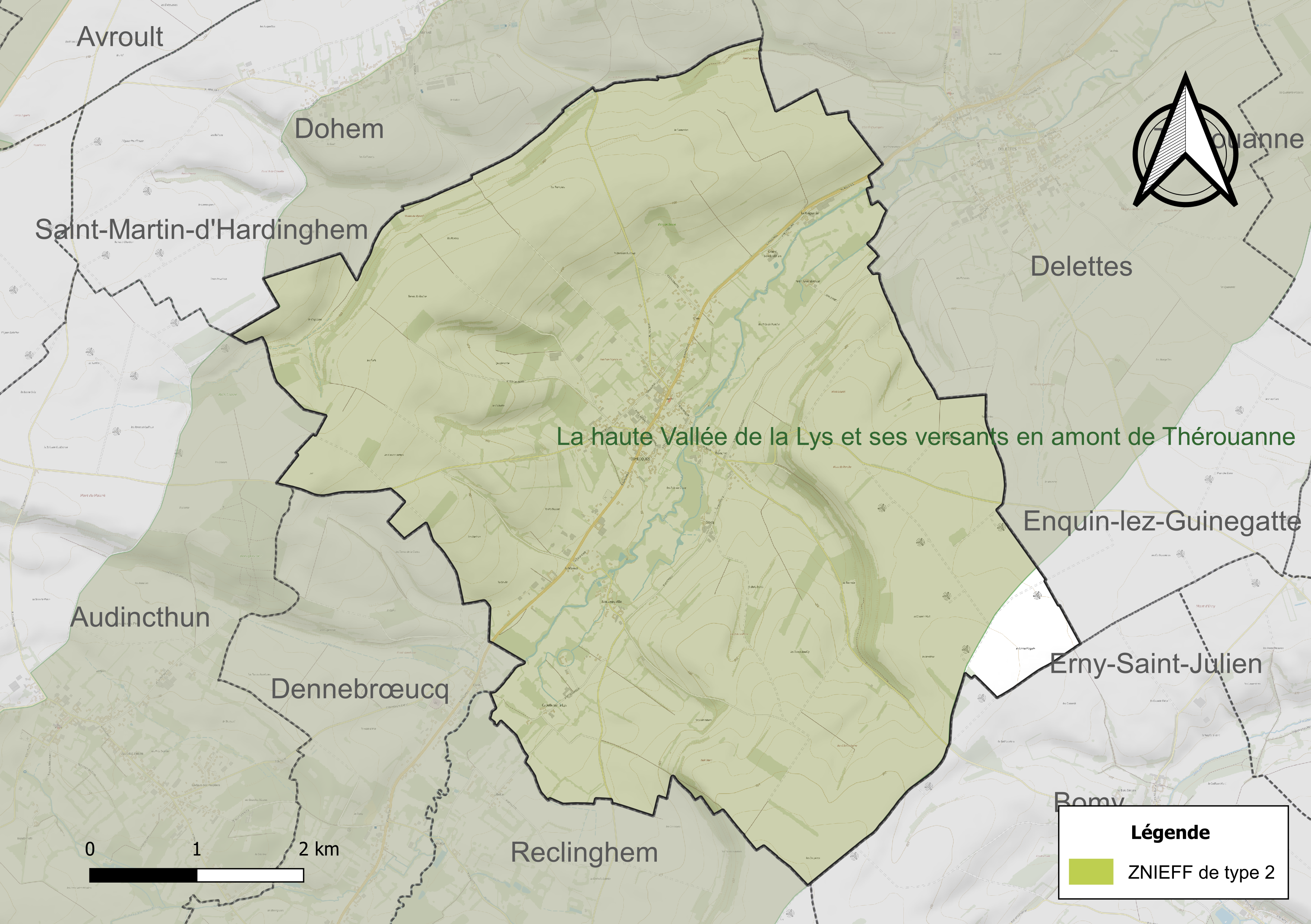
Carte de la ZNIEFF de type 2 sur la commune.

## Urbanisme

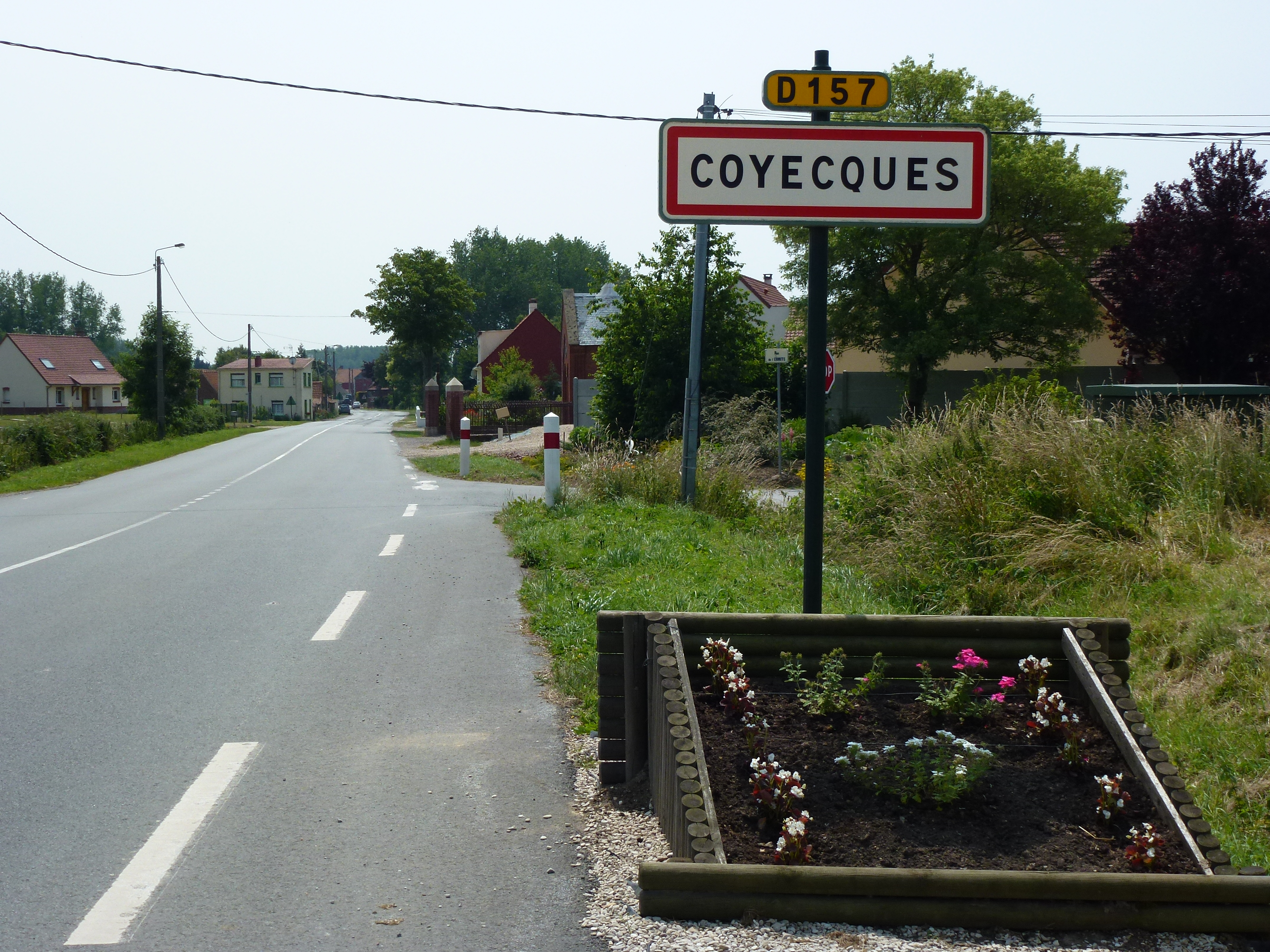
Entrée de Coyecques.
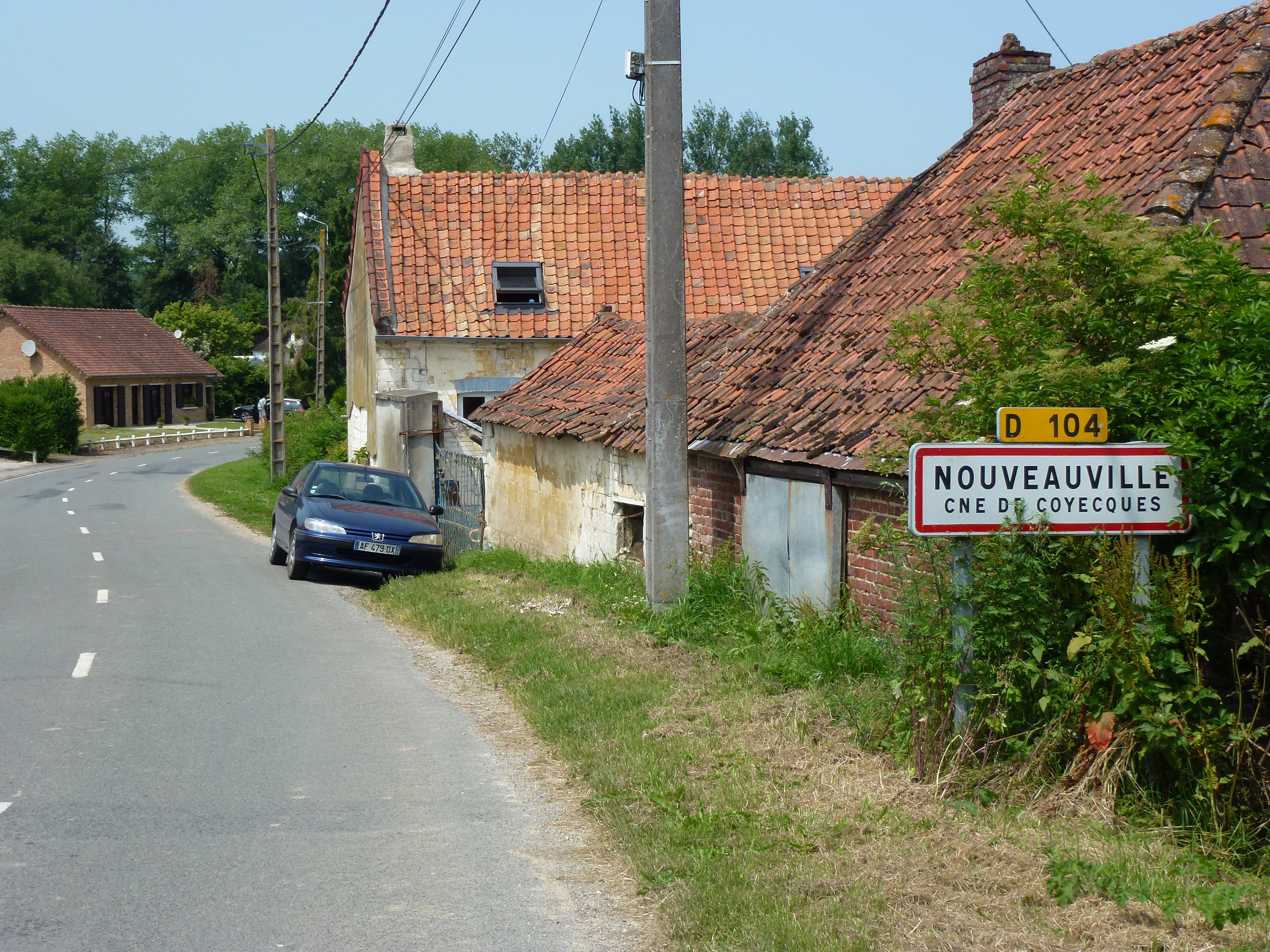
Entrée de Nouveauville.

### Typologie
Au 1er janvier 2024, Coyecques est catégorisée commune rurale à habitat dispersé, selon la nouvelle grille communale de densité à sept niveaux définie par l'Insee en 2022.
Elle est située hors unité urbaine. Par ailleurs la commune fait partie de l'aire d'attraction de Saint-Omer, dont elle est une commune de la couronne,. Cette aire, qui regroupe 79 communes, est catégorisée dans les aires de 50 000 à moins de 200 000 habitants,.

### Occupation des sols
L'occupation des sols de la commune, telle qu'elle ressort de la base de données européenne d’occupation biophysique des sols Corine Land Cover (CLC), est marquée par l'importance des territoires agricoles (96 % en 2018), en diminution par rapport à 1990 (97,5 %). La répartition détaillée en 2018 est la suivante : 
terres arables (70,8 %), prairies (25,1 %), zones urbanisées (4 %). L'évolution de l’occupation des sols de la commune et de ses infrastructures peut être observée sur les différentes représentations cartographiques du territoire : la carte de Cassini (XVIIIe siècle), la carte d'état-major (1820-1866) et les cartes ou photos aériennes de l'IGN pour la période actuelle (1950 à aujourd'hui).

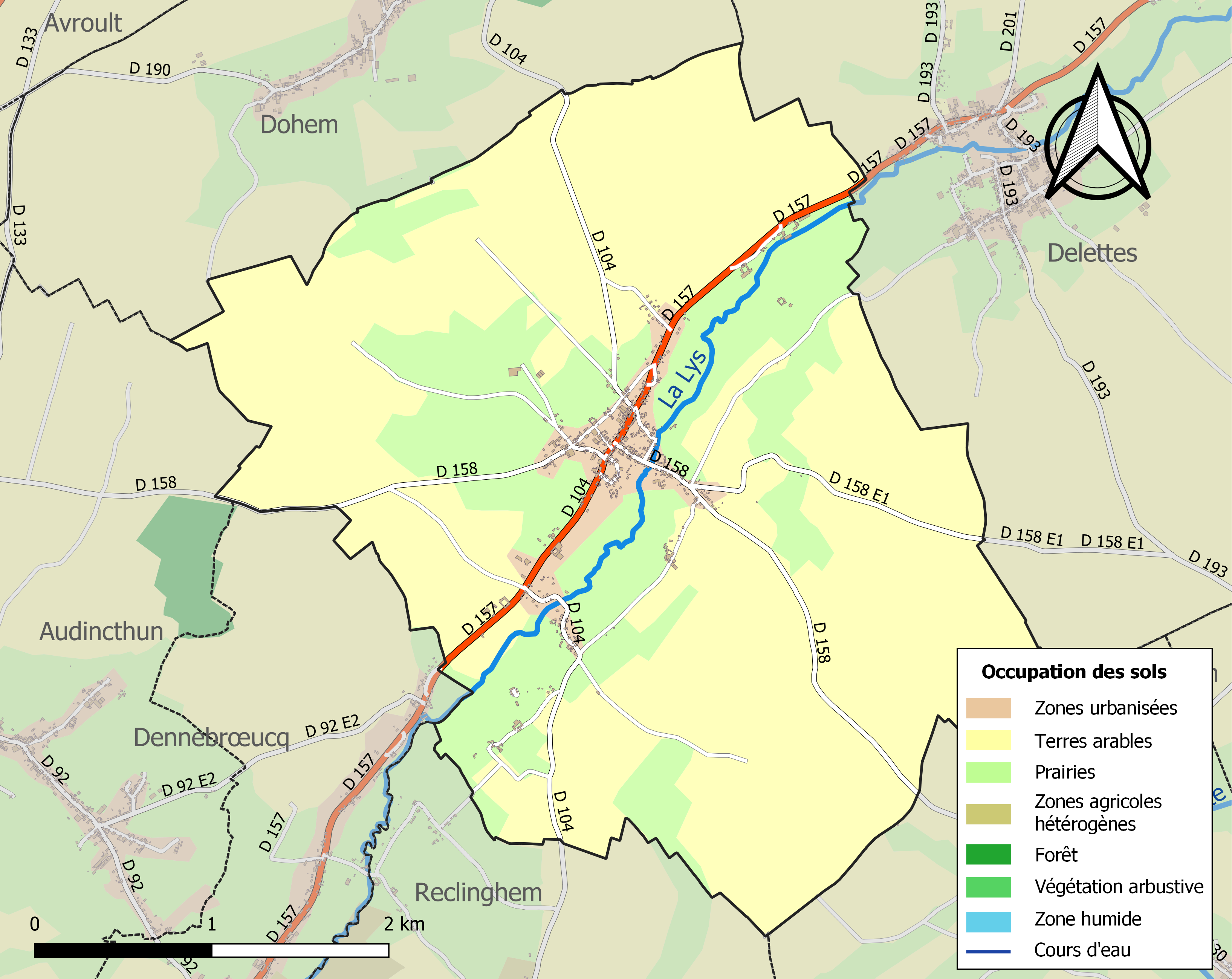
Carte des infrastructures et de l'occupation des sols de la commune en 2018 (CLC).

### Voies de communication et transports

#### Voies de communication
La commune est desservie par les routes départementales D 104, D 157 et D 158.

#### Transport ferroviaire
La commune se trouve à 23 km, au sud-ouest, de la gare de Saint-Omer, située sur les lignes de Lille aux Fontinettes et de Saint-Omer à Hesdigneul, desservie par des trains TER Hauts-de-France.
La commune était située sur la ligne de chemin de fer Aire-sur-la-Lys - Berck-Plage, une ancienne ligne de chemin de fer qui reliait, entre 1893 et 1955, Aire-sur-la-Lys à Berck dans le département du Pas de Calais.

### Risques naturels et technologiques

#### Risque inondation
À la suite du passage des tempêtes Ciarán, Domingos et Elisa et des inondations et coulées de boue qui se sont produites, la commune est reconnue, par arrêté du 14 novembre 2023, en état de catastrophe naturelle pour inondations et coulées de boue sur la période du 2 au 12 novembre 2023, comme 179 autres communes du département.

## Toponymie
Le nom de la localité est attesté sous les formes Coiacus ou Coiaco de 844 à 864, Coiacum en 850, Coicus en 877, Coiko en 1040, Coika de 1075 à 1096, Coeka en 1093, Coica en 1095, Coike en 1106, Koica en 1107, Koika en 1132, Coeke de 1198 à 1208, Coieka en 1234, Koeka en 1240, Coieke en 1264, Coyeka en 1288, Coyèque et Coiecque en 1375, Coyèke en 1382, Quoyèque en 1396, Quoiecque en 1475, Coyèques en 1720, Coyecques au XVIIIe siècle, Coyecque en 1793, Coyecgue et Coyecques (depuis 1801).
Ernest Nègre donne comme origine toponymique l'anthroponyme gaulois Coius suivi du suffixe -acos, en gallo-roman -acum, devenu -aca « domaine (de) », donnant le « domaine de Coius ». Ici, comme pour les proches communes de Wardrecques et Éperlecques, le suffixe -(i)acum a subi une évolution phonétique de type flamand, plus tard francisé en -ecque(s).
En picard, la commune porte le nom de Coyécque.

## Histoire
Par ordonnance royale du 11 décembre 1822, la commune de Capelle-sur-la-Lys est réunie à celles de Coyecques,.

## Politique et administration

### Découpage territorial
La commune se trouve dans l'arrondissement de Saint-Omer du département du Pas-de-Calais, depuis 1801.

#### Commune et intercommunalités
La commune est membre de la communauté d'agglomération du Pays de Saint-Omer.

#### Circonscriptions administratives
La commune est rattachée au canton de Fruges.

#### Circonscriptions électorales
Pour l'élection des députés, la commune fait partie de la sixième circonscription du Pas-de-Calais.

### Élections municipales et communautaires

#### Liste des maires
| Période                                  | Période                    | Identité         | Étiquette | Qualité                                     |
| ---------------------------------------- | -------------------------- | ---------------- | --------- | ------------------------------------------- |
| Les données manquantes sont à compléter. |                            |                  |           |                                             |
| 1891                                     | 1891                       | Alexis Bonnières |           | Propriétaire cultivateur                    |
| Les données manquantes sont à compléter. |                            |                  |           |                                             |
| mars 1983                                | 2003                       | Roger Gallet     |           | Démissionnaire                              |
| 2003                                     | En cours (au 29 mars 2021) | Pascal Delforge  |           | Agriculteur Réélu pour le mandat 2020-2026, |

## Équipements et services publics

### Justice, sécurité, secours et défense
La commune dépend du tribunal judiciaire de Saint-Omer, du conseil de prud'hommes de Saint-Omer, de la cour d'appel de Douai, du tribunal de commerce de Boulogne-sur-Mer, du tribunal administratif de Lille, de la cour administrative d'appel de Douai, du pôle nationalité du tribunal judiciaire de Boulogne-sur-Mer et du tribunal pour enfants de Saint-Omer.

## Population et société

### Démographie
Les habitants sont appelés les Coyecquois et leur nom jeté ou sobriquet est : chés pindeus d'Coyécque (« les pendus de Coyecques »).

#### Évolution démographique
L'évolution du nombre d'habitants est connue à travers les recensements de la population effectués dans la commune depuis 1793. Pour les communes de moins de 10 000 habitants, une enquête de recensement portant sur toute la population est réalisée tous les cinq ans, les populations de référence des années intermédiaires étant quant à elles estimées par interpolation ou extrapolation. Pour la commune, le premier recensement exhaustif entrant dans le cadre du nouveau dispositif a été réalisé en 2007.

En 2022, la commune comptait 598 habitants, en évolution de +0,5 % par rapport à 2016 (Pas-de-Calais : −0,72 %, France hors Mayotte : +2,11 %).
| 1793 | 1800 | 1806 | 1821 | 1831 | 1836 | 1841 | 1846 | 1851 |
| ---- | ---- | ---- | ---- | ---- | ---- | ---- | ---- | ---- |
| 620  | 551  | 585  | 617  | 741  | 710  | 681  | 677  | 654  |

| 1856 | 1861 | 1866 | 1872 | 1876 | 1881 | 1886 | 1891 | 1896 |
| ---- | ---- | ---- | ---- | ---- | ---- | ---- | ---- | ---- |
| 663  | 660  | 640  | 623  | 618  | 634  | 640  | 631  | 601  |

| 1901 | 1906 | 1911 | 1921 | 1926 | 1931 | 1936 | 1946 | 1954 |
| ---- | ---- | ---- | ---- | ---- | ---- | ---- | ---- | ---- |
| 566  | 600  | 551  | 506  | 502  | 514  | 526  | 519  | 503  |

| 1962 | 1968 | 1975 | 1982 | 1990 | 1999 | 2006 | 2007 | 2012 |
| ---- | ---- | ---- | ---- | ---- | ---- | ---- | ---- | ---- |
| 555  | 568  | 540  | 544  | 551  | 562  | 578  | 581  | 580  |

| 2017 | 2022 | - | - | - | - | - | - | - |
| ---- | ---- | - | - | - | - | - | - | - |
| 606  | 598  | - | - | - | - | - | - | - |

>

#### Pyramide des âges
En 2018, le taux de personnes d'un âge inférieur à 30 ans s'élève à 33,1 %, soit en dessous de la moyenne départementale (36,7 %). À l'inverse, le taux de personnes d'âge supérieur à 60 ans est de 26,0 % la même année, alors qu'il est de 24,9 % au niveau départemental.
En 2018, la commune comptait 302 hommes pour 304 femmes, soit un taux de 50,17 % de femmes, légèrement inférieur au taux départemental (51,5 %).
Les pyramides des âges de la commune et du département s'établissent comme suit.
| Hommes | Classe d’âge | Femmes |
| ------ | ------------ | ------ |
| 0,0    | 90 ou +      | 1,0    |
| 7,7    | 75-89 ans    | 10,1   |
| 15,8   | 60-74 ans    | 17,4   |
| 22,6   | 45-59 ans    | 18,5   |
| 19,7   | 30-44 ans    | 20,8   |
| 15,2   | 15-29 ans    | 12,1   |
| 18,9   | 0-14 ans     | 20,1   |

| Hommes | Classe d’âge | Femmes |
| ------ | ------------ | ------ |
| 0,5    | 90 ou +      | 1,6    |
| 5,6    | 75-89 ans    | 8,9    |
| 16,7   | 60-74 ans    | 18,1   |
| 20,2   | 45-59 ans    | 19,2   |
| 18,9   | 30-44 ans    | 18,1   |
| 18,2   | 15-29 ans    | 16,2   |
| 19,9   | 0-14 ans     | 17,9   |

## Culture locale et patrimoine

### Lieux et monuments
- L'église Saint-Pierre-ès-Liens de Coyecques.
- Le monument aux morts, inauguré en 1922, commémore les morts des guerres 1914-1918 et 1939-1945, ainsi qu'une plaque commémorative à l'intérieur de l'église[41].
- Un calvaire et plusieurs chapelles disséminées sur le territoire de la commune.

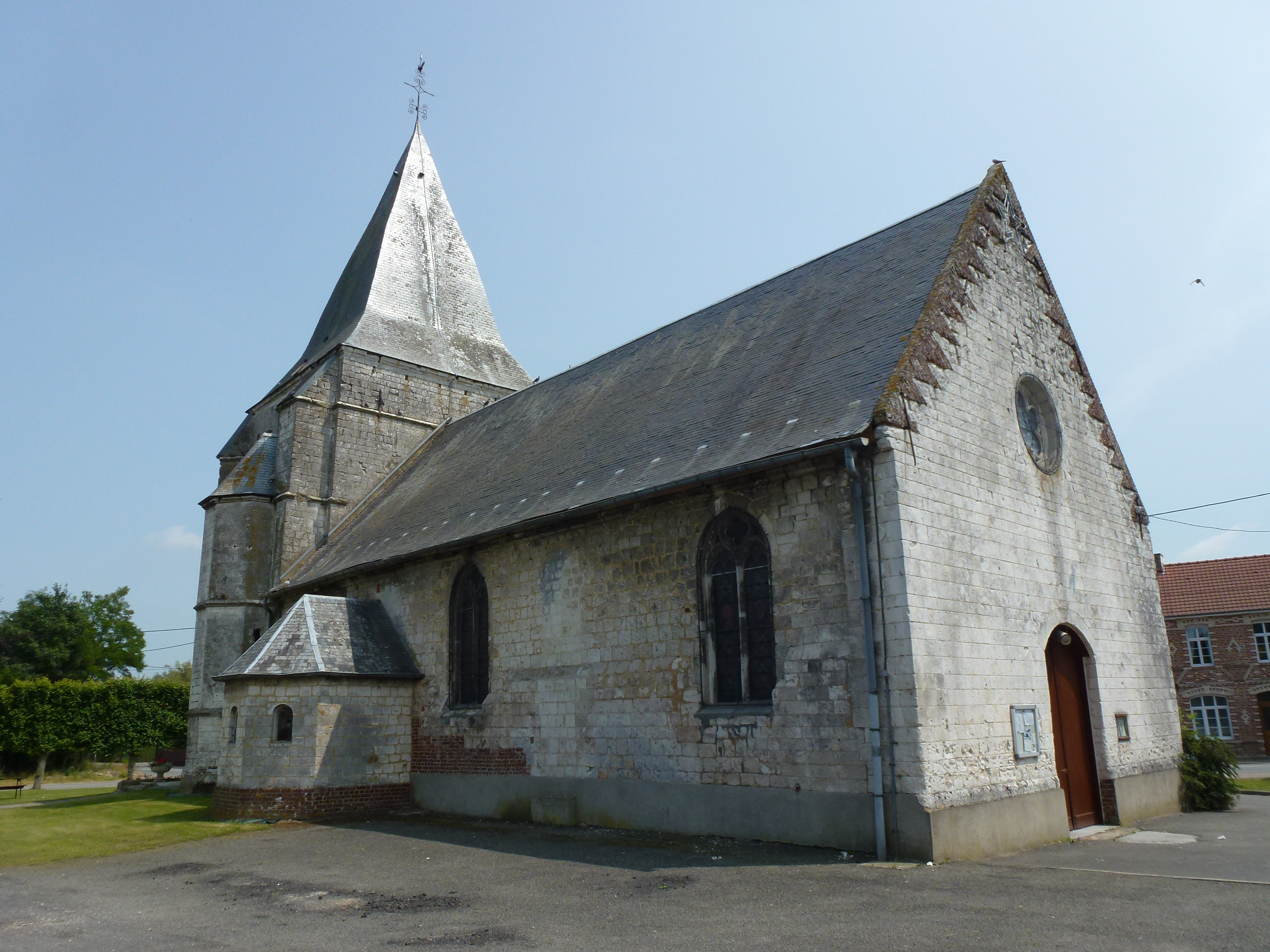
L'église.
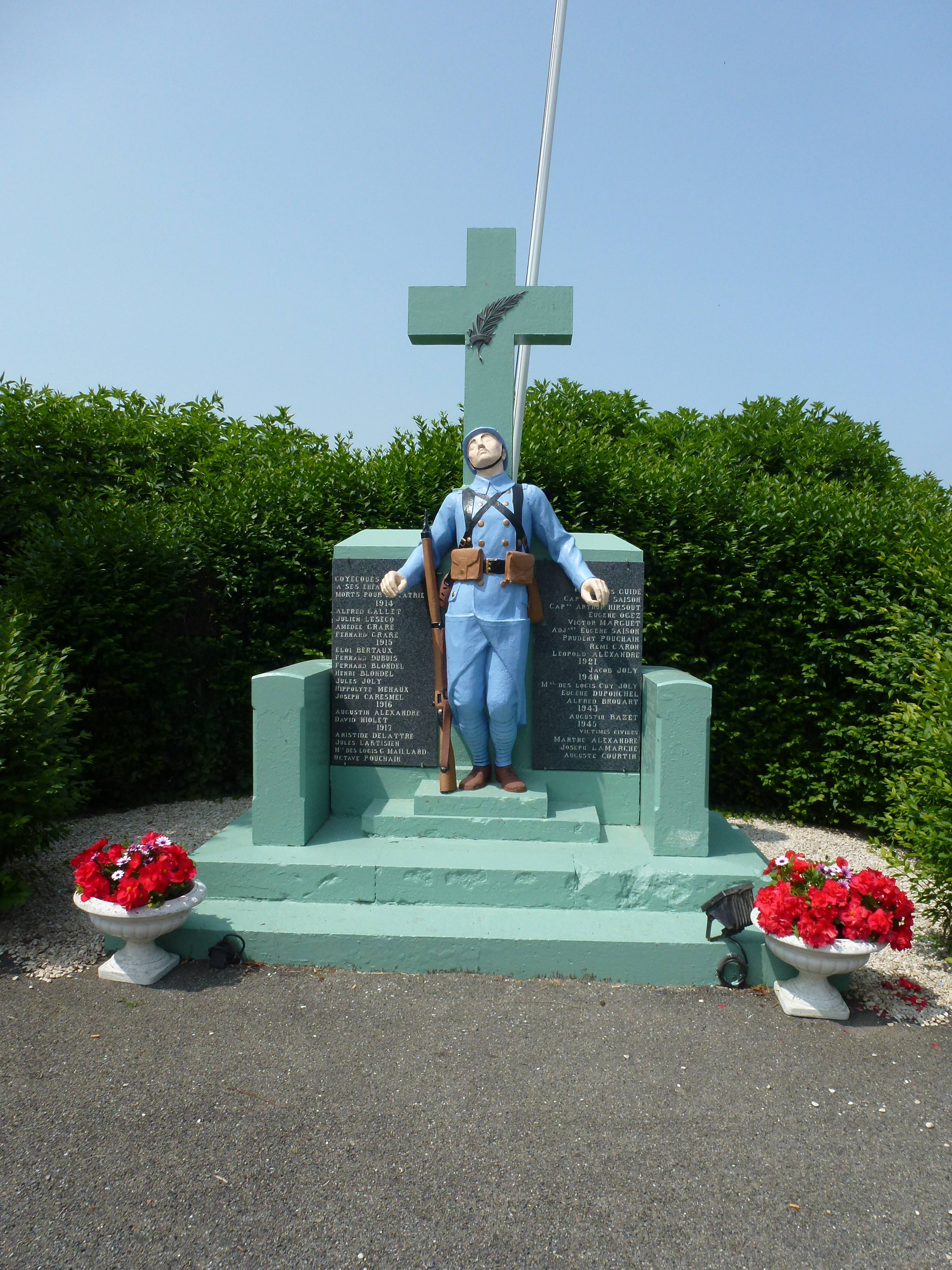
Le monument aux morts.
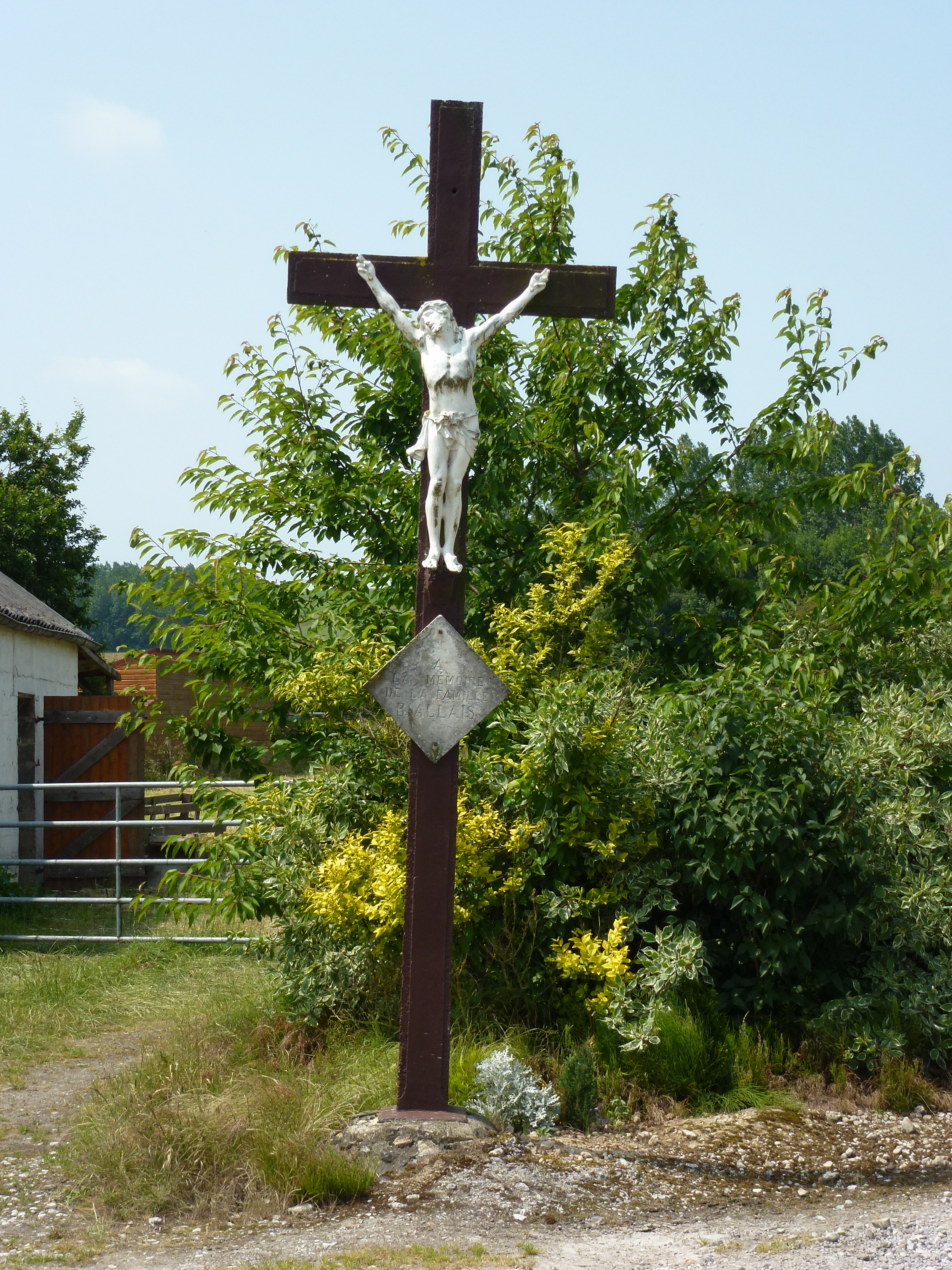
Le calvaire.
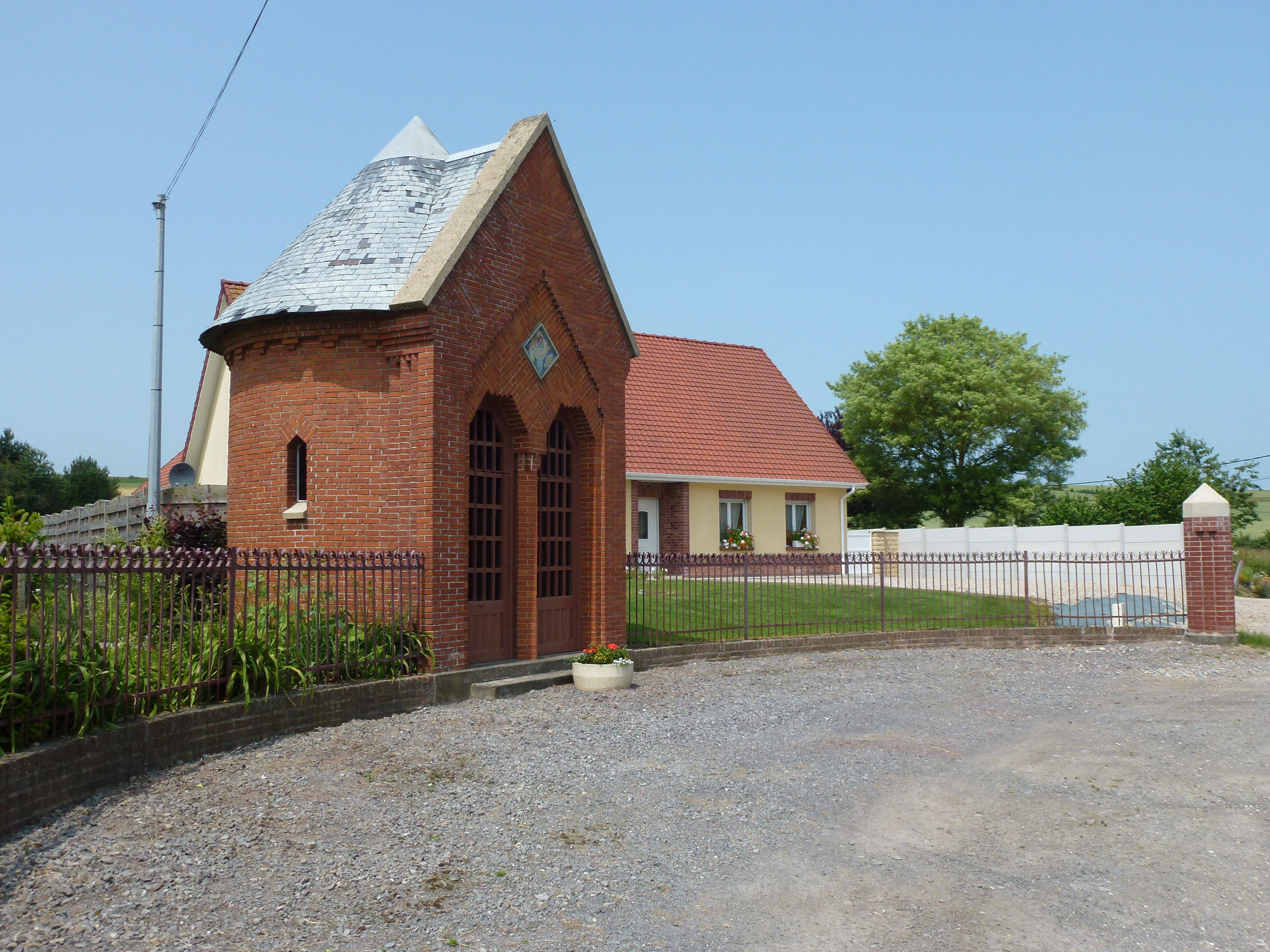
L'oratoire Notre-Dame-de-Délivrance.
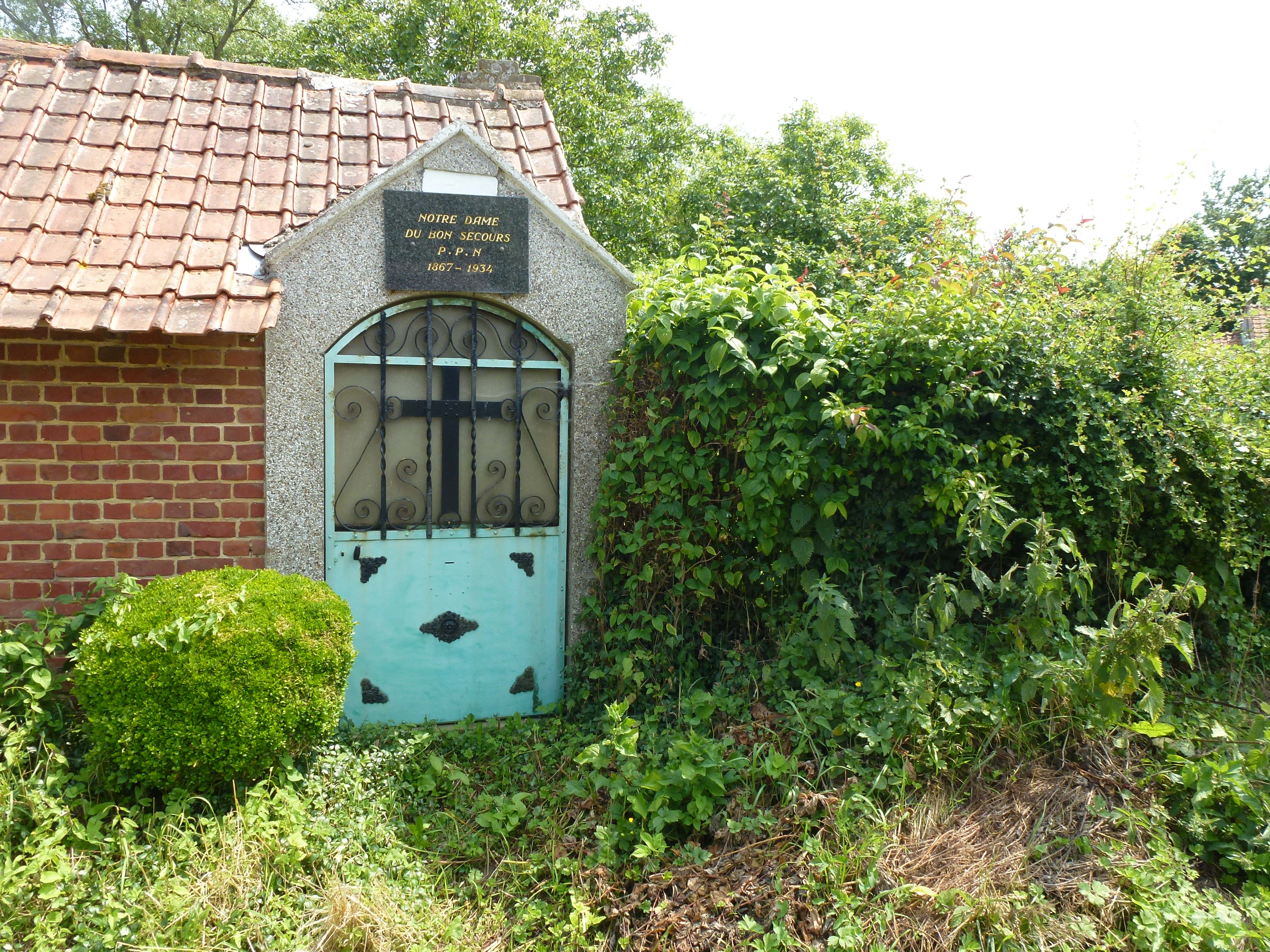
L'oratoire Notre-Dame-de-Bon-Secours.

### Héraldique
| Blason de Coyecques | Blason  | D'argent à la pièces alésée en forme de C d'azur, chargée d'une fasce ondée par le bas cousue* de sinople, surchargée d'un épi de blé d'or posé en bande et sommée d'un soleil éclipsé issant d'or, ladite pièce senestrée de trois fleurs de lys de sable ordonnées en chevron couché. |
| Blason de Coyecques | Détails | Créé par des enfants de l'école, la pièce en forme de C représente la commune, accompagnée de ses trois hameaux représentés par les fleurs de lys, qui évoquent par la même occasion la rivière de la Lys qui arrose le village. Adopté par la commune le 4 mars 1996.                  |

## Pour approfondir